# Lom pod Storžičem
Lom pod Storžičem – wieś w Słowenii, w gminie Tržič. W 2018 roku liczyła 345 mieszkańców.